# المپیک تابستانی ۱۹۳۶
المپیک تابستانی ۱۹۳۶ (در انگلیسی: Games of the XI Olympiad) که به‌طور رسمی با نام «بازی‌های المپیاد یازدهم» شناخته می‌شود، از ۱ اوت تا ۱۶ اوت ۱۹۳۶ میلادی در شهر برلین، در آلمان و با حضور ۳٬۹۶۳ ورزشکار زن و مرد از ۴۹ کشور جهان و در ۱۹ رشته ورزشی برگزار شد و کشور آلمان در این مسابقات به مقام قهرمانی رسید. این تنها دورهٔ المپیک است که آلمان در آن موفق به کسب مقام قهرمانی شده‌است.
کارگردان مشهور لنی ریفنشتال که هیتلر نیز بسیار به کارهای او علاقه داشت فیلمی در خصوص این بازی‌ها به نام المپیاد ساخت، در ساخت این فیلم نخستین بار از تکنیک‌هایی استفاده شد که امروزه به عنوان تکنیک‌های متداول فیلم‌های ورزشی از آن‌ها استفاده می‌شود.
نکتهٔ مهم در خصوص این دوره از مسابقات المپیک اجرای سیاست‌های نژادی توسط نازی‌ها بود.

## انتخاب محل بازی‌ها

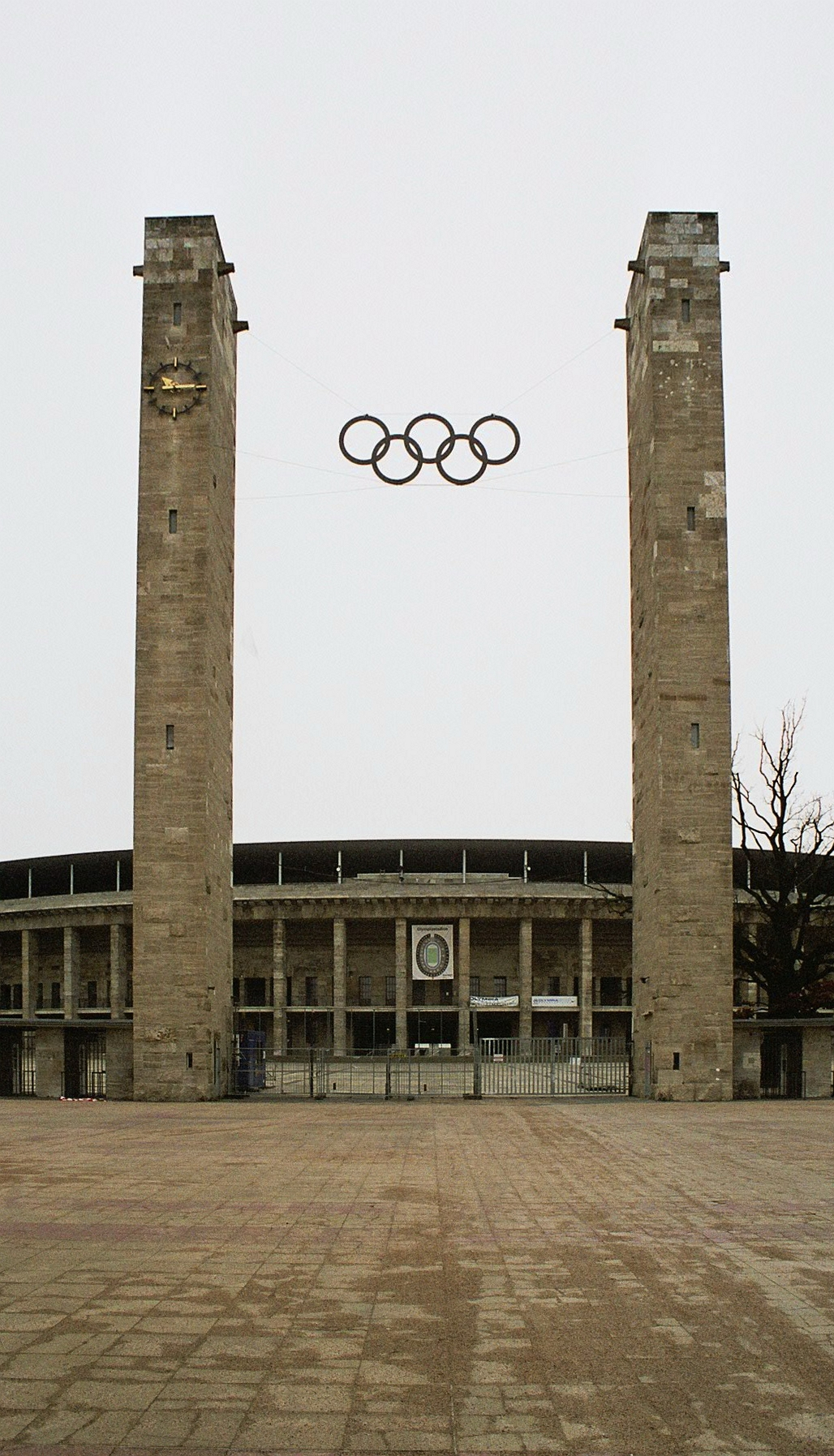
دروازهٔ استادیوم المپیک، ۲۰۰۴

در این دوره تنها دو کشور آلمان و اسپانیا نامزد میزبانی مسابقات المپیک بودند که سرانجام آلمان با کسب ۴۳ رأی در مقابل ۱۶ رأی اسپانیا توانست میزبانی این دوره را از آن خود کند.

## تأثیر نازی‌ها

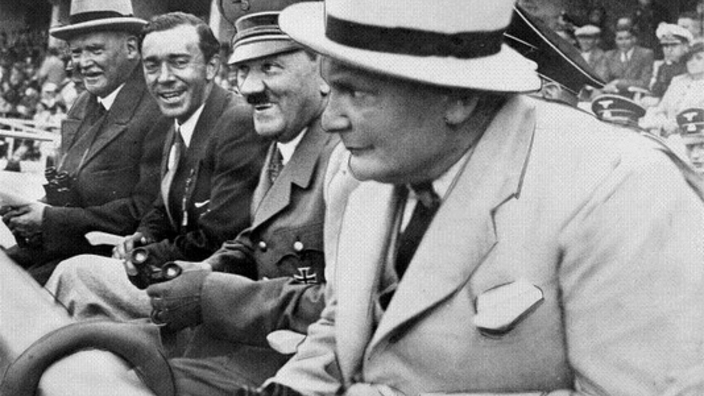
آدولف هیتلر و هرمان گورینگ در حال تماشای رخدادها در ورزشگاه المپیک برلین

اوج مسائل ورزشی در آلمان نازی را می‌توان مسابقات المپیک تابستان ۱۹۳۶ دانست که البته مسائل سیاسی نیز در آن نقش پررنگی داشت به خصوص آنکه نازی‌ها این مسابقات را تبلیغی برای برتری نژاد آریایی می‌دانستند. انتخاب ورزشکاران آلمانی پیش از آنکه به مهارت آن‌ها در ورزش اهمیت داشته باشد به چهرهٔ آریایی آن‌ها اهمیت داشت. در این دوره از بازی‌ها یهودیان و کولی‌ها از شرکت در مسابقات محروم بودند.

### حضور سیاه‌پوستان در المپیک
طی مسابقات المپیک تابستانی برلین تعدادی از دوندگان سیاه‌پوست آمریکایی نیز به دریافت مدال المپیک نائل شدند. روزنامه‌های آمریکایی برنده شدن مدال توسط دوندگان سیاه‌پوست و دریافت مدال توسط مقامات عالی‌رتبهٔ آلمان و همچنین تشویق آن‌ها از طرف تماشاگران آلمانی را ردی بر فرضیهٔ نژادپرستی نازی‌ها دانستند. البته موضوع مهم دیگری در خصوص سیاه‌پوستان ماجرای دست ندادن هیتلر با دوندهٔ سیاه‌پوست آمریکایی جسی اونز * است. رسانه‌های مخالف دولت هیتلر تبلیغات وسیعی بر روی این موضوع انجام دادند. اما در حقیقت آن روز هیتلر به دستور کمیتهٔ برگزاری المپیک و به دلیل تسریع در امر مراسم اهدای جوایز از دست دادن با هر ورزشکاری چه آلمانی و چه غیر آلمانی منع کرده بود  با این‌حال به‌گفتهٔ برخی منابع، هیتلر از پیشنهاد عکس انداختن با اونز به‌شدت خشمگین شد و استفادهٔ آمریکاییان از سیاه‌پوستان در المپیک را خجالت‌آور خوانده بود. اونز اما مدعی شد که هیتلر به او احترام گذاشته و دست تکان داد، درحالی‌که رئیس‌جمهور آمریکا حتی به وی یک تلگراف نزد. آمریکا در این سالیان دوران جدایی نژادی خود را می‌گذراند و بنابراین دیدگاه اونز تعجب‌آور نیست. اونز از هیتلر به عنوان مردی «متین» یاد می‌کرد و بنابراین توسط برخی یک طرفدار هیتلر نیز نامیده شده، اما دیدگاه‌های شخصی او را سیاه‌پوستان دیگر لزوماً نداشتند.

## تحریم بازی‌ها
در ابتدا برخی کشورها به خصوص ایالات متحده حضور در این بازی‌ها را به نوعی حمایت از دولت هیتلر دانستند اما با این حال در این مسابقات شرکت کردند. یهودیان آمریکا بیشترین مخالفت را با اعزام تیم‌های آمریکایی به آلمان نازی داشتند از طرف دیگر دولت چپ‌گرای اسپانیا با وجود عدم کسب رأی کافی برای میزبانی اقدام به راه‌اندازی بازی‌ها در شهر بارسلونا کرد، بازی‌های انجام شده در اسپانیا به دلیل جنگ داخلی نیمه‌تمام باقی‌ماند.

## نوآوری
در این دوره از بازی‌های المپیک برای نخستین بار ۷۰ ساعت از بازی‌ها به صورت پخش زنده در برخی نقاط خاص شهر برلین و برخی نقاط کشور آلمان نازی پخش شد. در این دوره از بازی‌ها بسکتبال هم به‌طور رسمی جزء ورزش‌های المپیک قرار گرفت و ایالات متحده توانست نخستین قهرمانی این رشته را در المپیک به دست بیاورد.

## کشورهای شرکت‌کننده

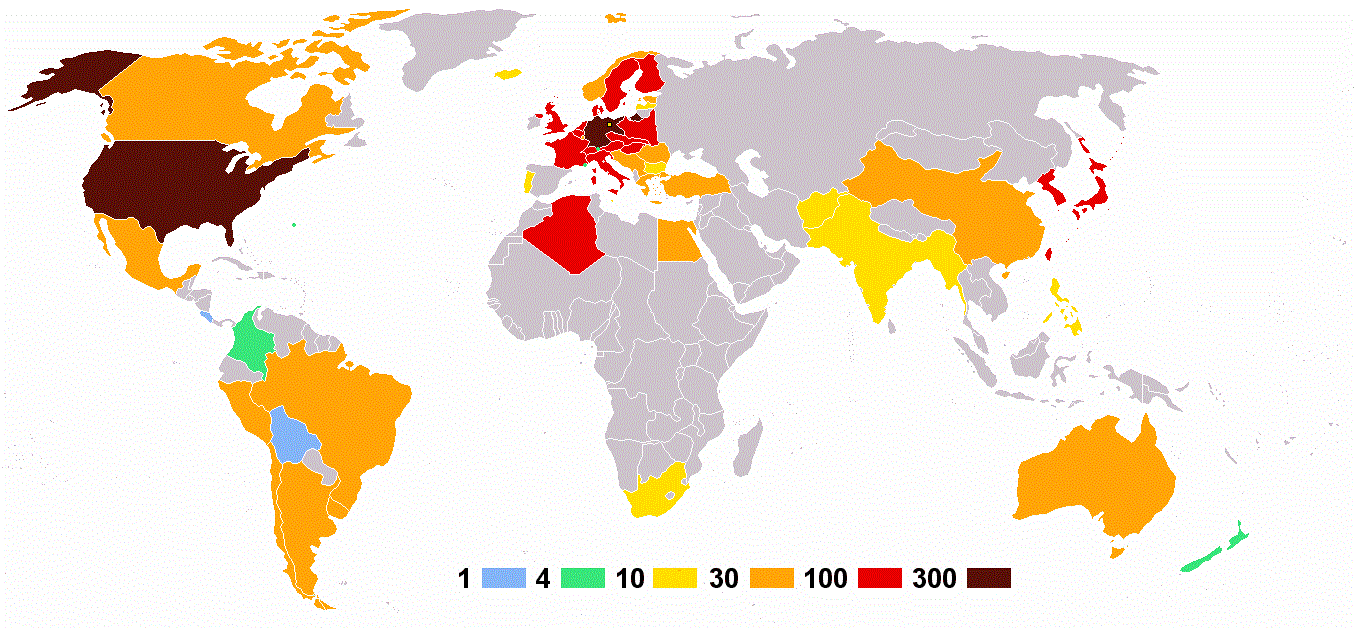
تعداد ورزشکاران

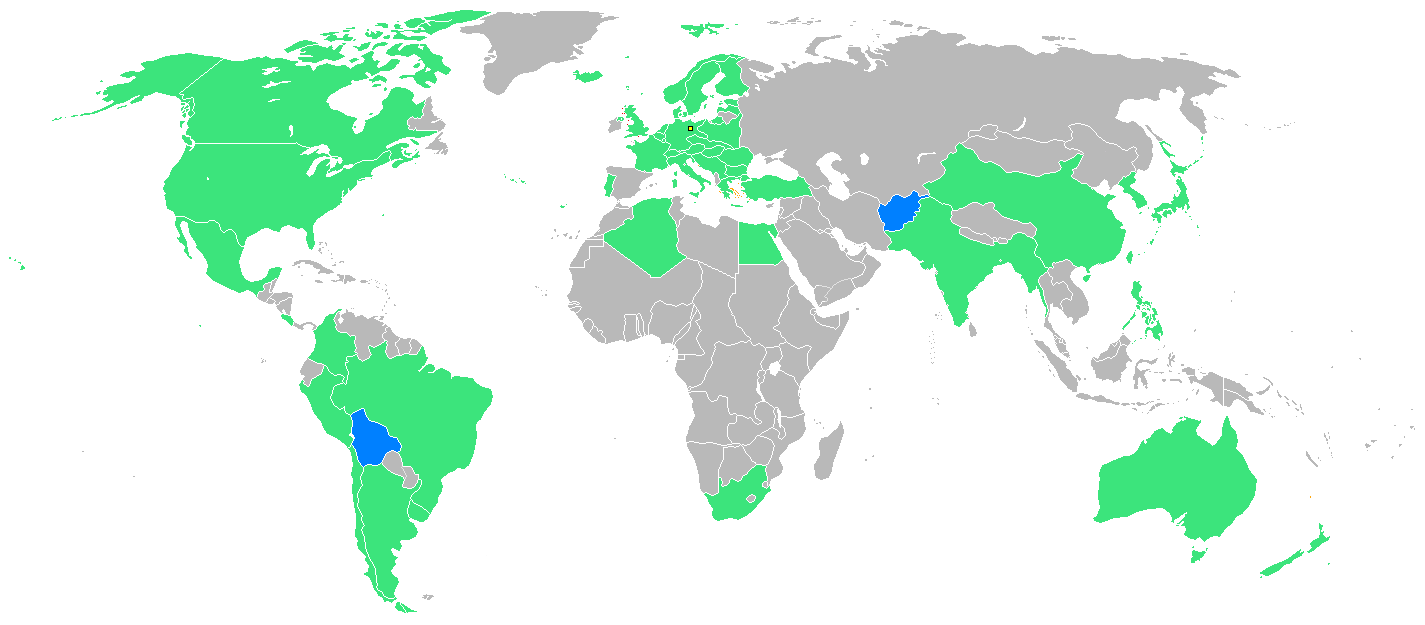
کشورهای شرکت‌کننده برای اولین بار به رنگ آبی نشان داده شده‌است

| - افغانستان (۱۴) - آرژانتین (۵۱) - استرالیا (۳۲) - اتریش (۱۷۶) - بلژیک (۱۲۰) - برمودا (۵) - بولیوی (۱) - برزیل (۷۳) - بلغارستان (۲۴) - کانادا (۹۶) - شیلی (۴۰) - چین (۵۴) - کلمبیا (۵) - کاستاریکا (۱) - چکسلواکی (۱۶۲) - دانمارک (۱۱۶) - مصر (۵۴) - استونی (۳۳) - فنلاند (۱۰۷) - فرانسه (۲۰۱) - بریتانیای کبیر (۲۰۷) - آلمان (۳۴۸) - یونان (۴۰) - مجارستان (۲۰۹) - هند (۲۷) - ایسلند (۱۲) - ایتالیا (۱۸۲) - ژاپن (۱۵۳) - لتونی (۲۴) - لیختن‌اشتاین (۶) - لوکزامبورگ (۴۴) - مکزیک (۳۴) - مالت (۱۱) - موناکو (۶) - هلند (۱۲۸) - نروژ (۷۲) - نیوزیلند (۷) - پرو (۴۰) - فیلیپین (۲۸) - لهستان (۱۱۲) - پرتغال (۱۹) - رومانی (۵۳) - آفریقای جنوبی (۲۵) - سوئیس (۱۷۴) - سوئد (۱۵۰) - ترکیه (۴۸) - اروگوئه (۳۷) - ایالات متحده آمریکا (۳۱۰) - یوگسلاوی (۹۰) |

## ورزش‌ها
- ورزش‌های آبی
  -  شیرجه (4)
  -  شنا (11)
  -  واترپلو (1)
- دو و میدانی (29)
- بسکتبال (1)
- بوکس (8)
- کانو و کایاک (9)
- دوچرخه‌سواری
  - جاده (2)
  - پیست (4)
- سوارکاری
  - درساژ (2)
  - اونتینگ (2)
  - پرش نمایشی (2)
- شمشیربازی (7)
- هاکی روی چمن (1)
- فوتبال (1)
- ژیمناستیک (9)
- هندبال (1)
- پنج‌گانه (1)
- چوگان (1)
- روئینگ (7)
- قایقرانی بادبانی (4)
- تیراندازی (3)
- وزنه‌برداری (5)
- کشتی
  - آزاد (7)
  - فرنگی (7)

## جدول مدال‌ها
| رتبه | کشورها              | طلا | نقره | برنز | مجموع |
| ۱    | آلمان نازی          | ۳۳  | ۲۶   | ۳۰   | ۹۹    |
| ۲    | ایالات متحده آمریکا | ۲۴  | ۲۰   | ۱۲   | ۵۶    |
| ۳    | مجارستان            | ۱۰  | ۱    | ۲    | ۱۶    |
| ۴    | ایتالیا             | ۸   | ۹    | ۵    | ۲۲    |
| ۵    | فنلاند              | ۷   | ۶    | ۶    | ۱۹    |
| ۶    | فرانسه              | ۷   | ۶    | ۶    | ۱۹    |
| ۷    | سوئد                | ۶   | ۵    | ۹    | ۲۰    |
| ۸    | ژاپن                | ۶   | ۴    | ۸    | ۱۸    |
| ۹    | هلند                | ۶   | ۴    | ۷    | ۱۷    |
| ۱۰   | بریتانیا            | ۴   | ۷    | ۳    | ۱۴    |

## نقل قول‌ها
"
نبرد ورزشی و سلحشورانه برترین خصایص انسانی را بیدار می‌کند. رقابت‌کنندگان را از هم جدا نمی‌کند، بلکه در تفاهم و احترام متحد می‌کند. همچنین به اتحاد کشورها در سایه صلح کمک می‌کند. به همین دلیل است که مشعل المپیک نباید هرگز خاموش شود."— سخنرانی آدولف هیتلر در بازی‌های المپیک ۱۹۳۶
"ورزش آلمان تنها یک وظیفه دارد: تحکیم خوی مردم آلمان، آغشتن آن با روح جنگندگی و همراهی استواری که در نزاع‌ـاش برای بقا بدان نیاز دارد."— یوزف گوبلز، وزیر تبلیغات و روشنگری مردم

## نگارخانه

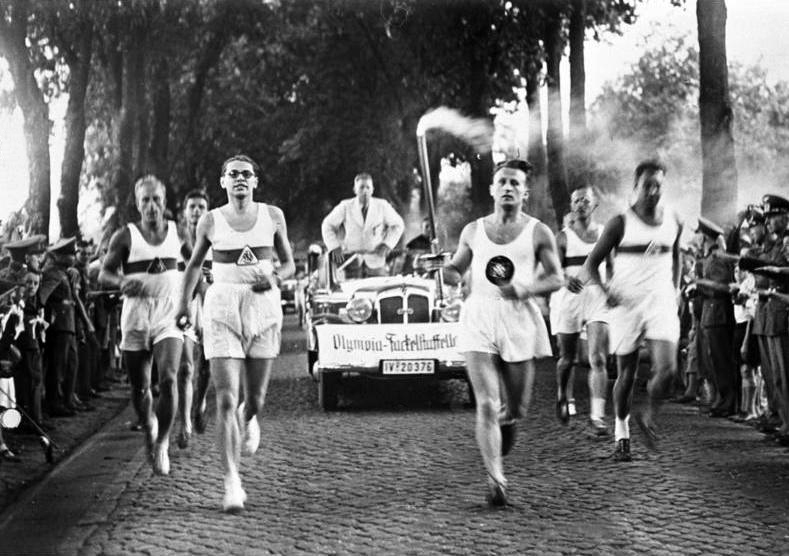
ورزشکاران حامل مشعل المپیک
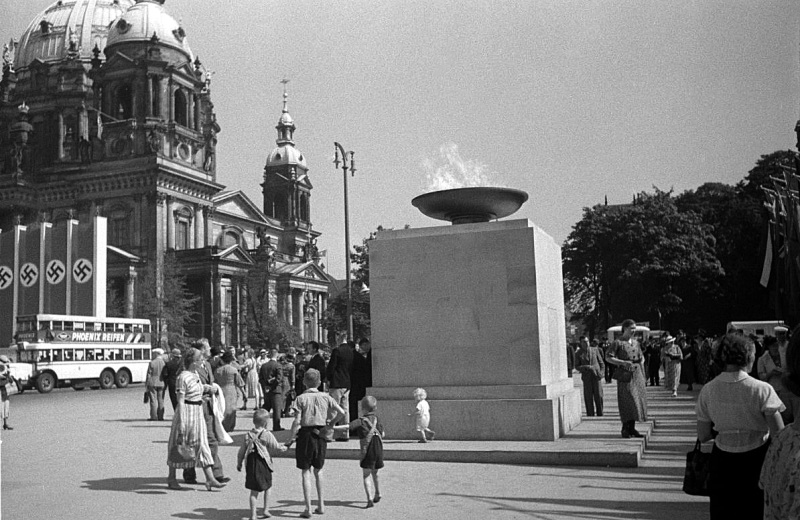
مڪشعل المپیک
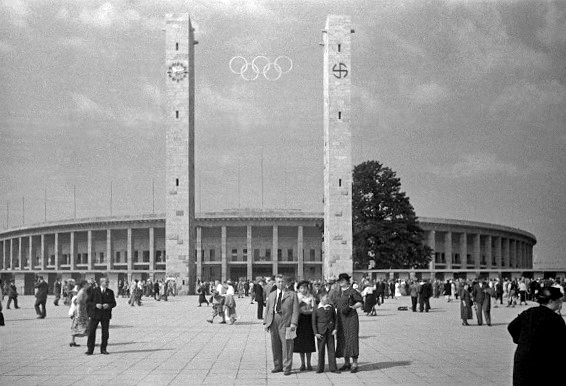
استادیوم المپیک
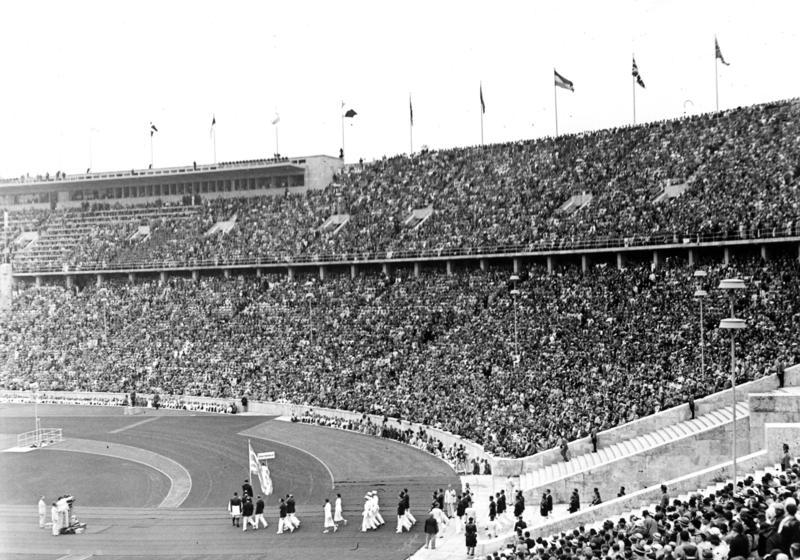
رژه ورزشکاران
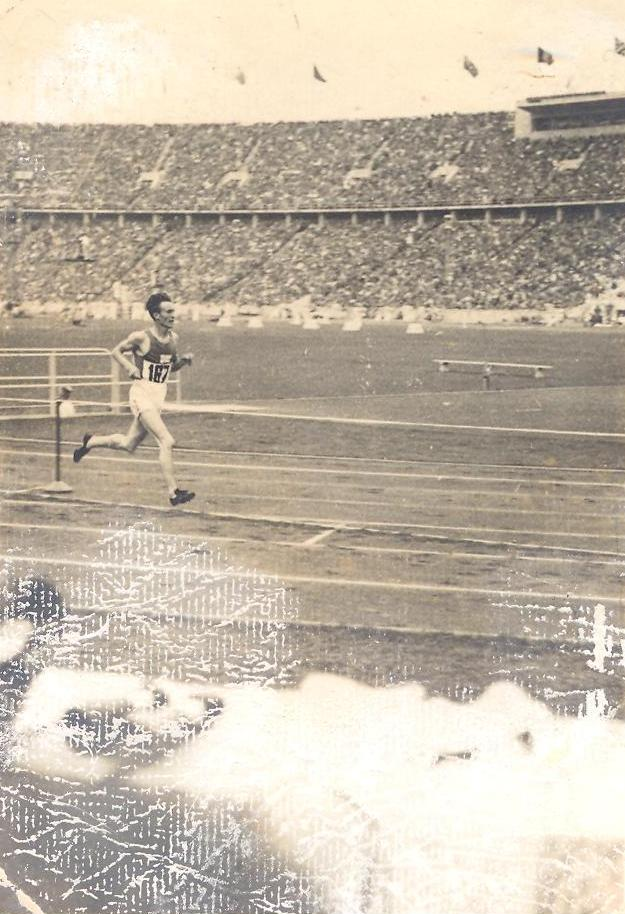
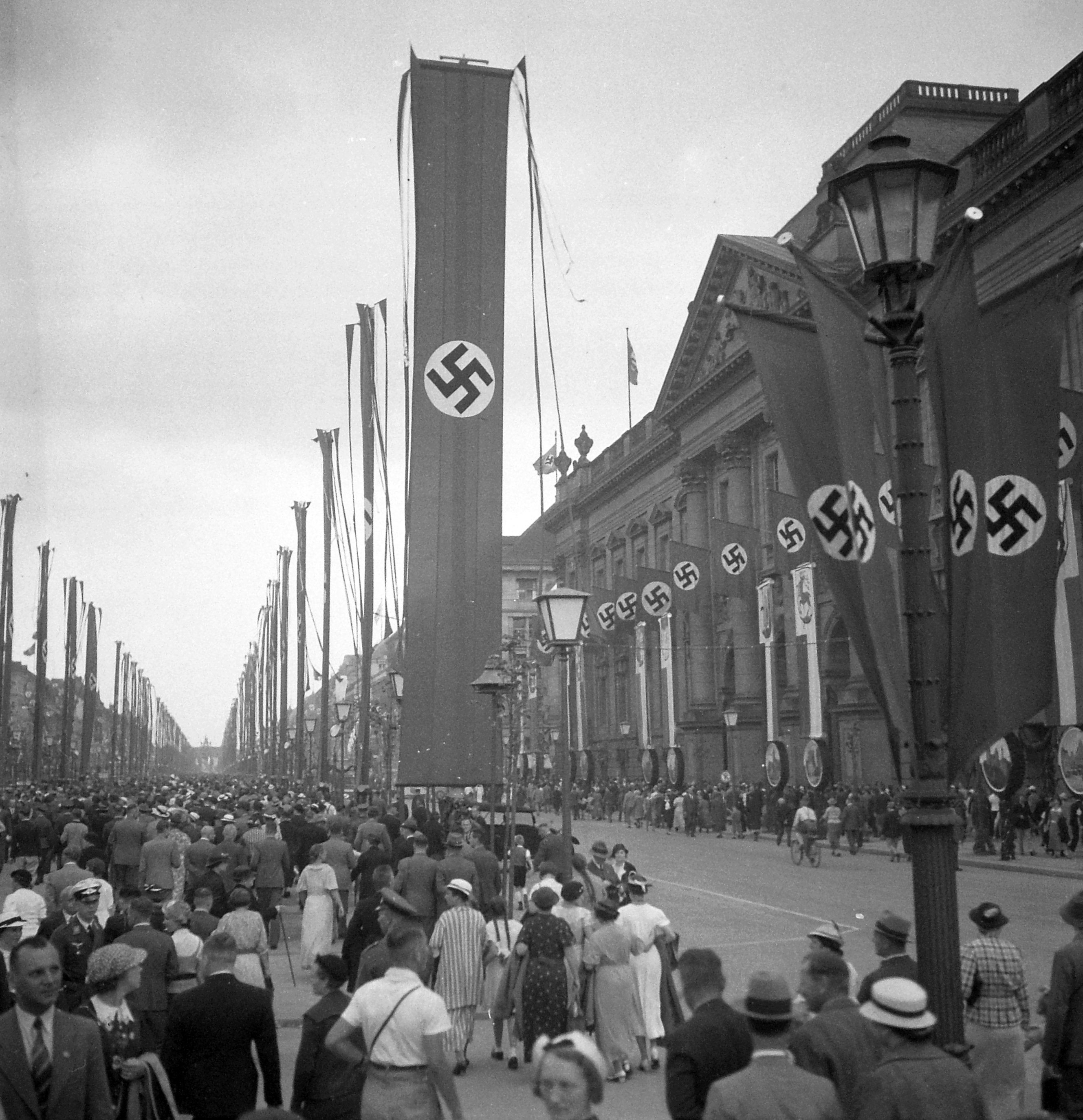
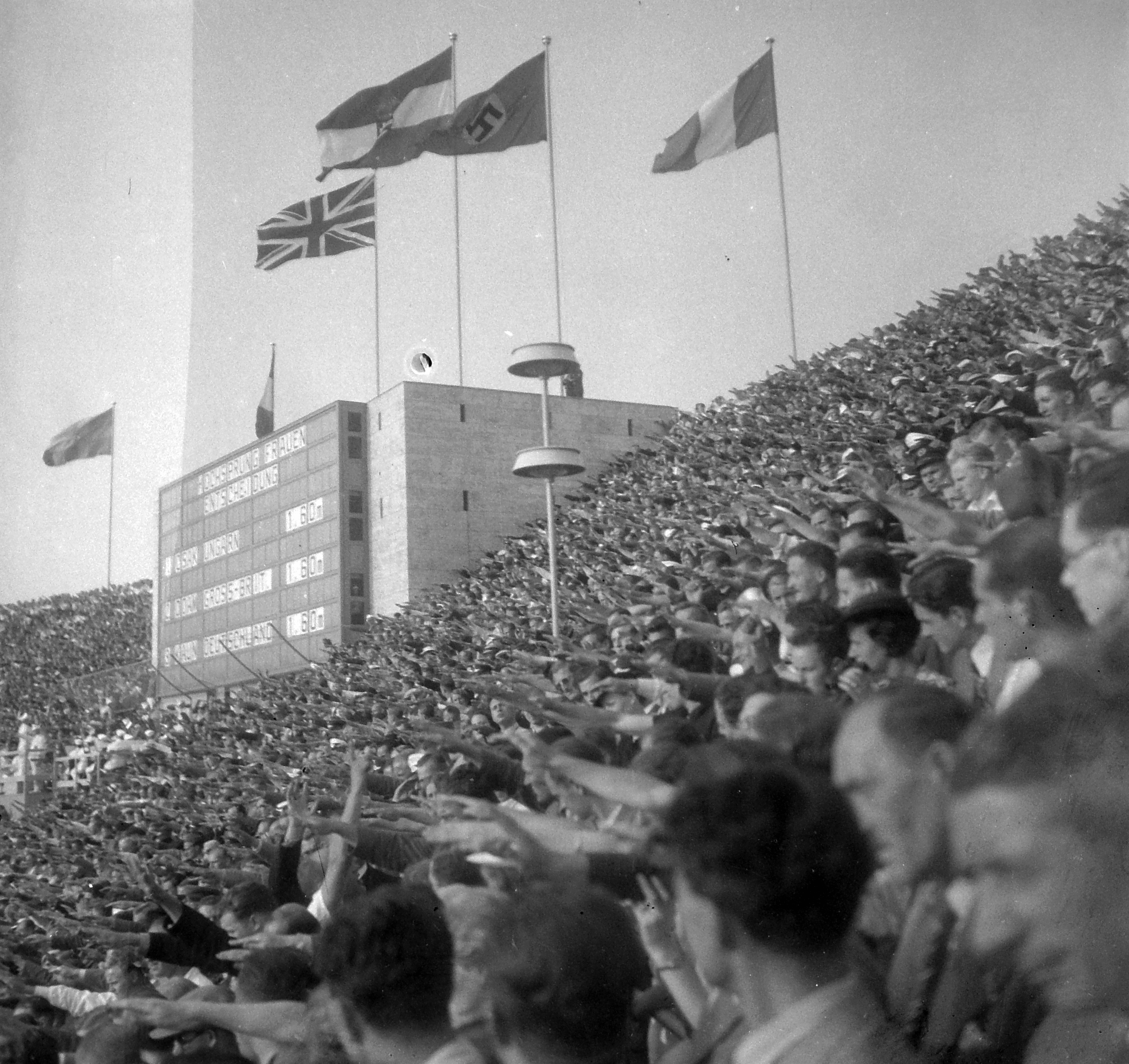
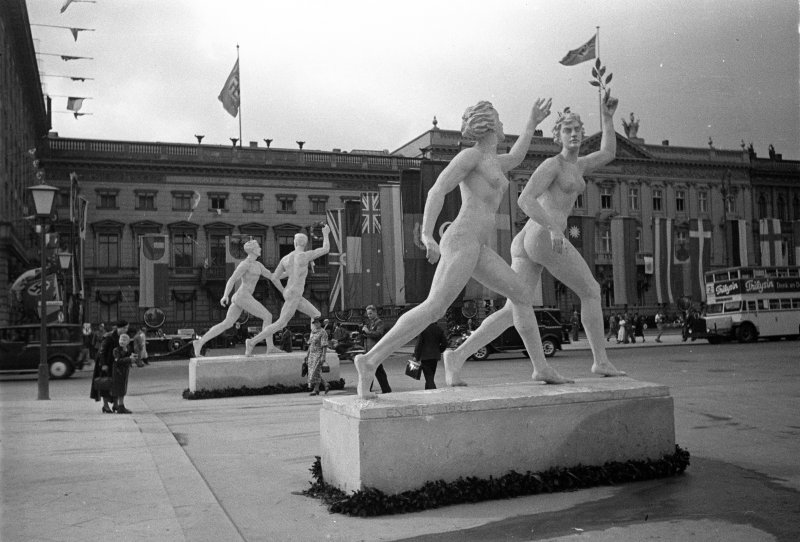